# Les Sims 4 : Vie citadine
Les Sims 4 : Vie citadine (The Sims 4: City Living) est le troisième pack d'extension du jeu Les Sims 4. Il est sorti en Amérique du Nord le 1er novembre 2016. Il comprend trois nouvelles carrières : politicien, influenceur et critique. Le jeu dispose également d'un nouveau monde appelé San Myshuno où les nouveaux sites, dont les penthouses, le centre d'art, le parc, les bars karaoké et les appartements, sont situés,,. Cet opus reprend des éléments des jeux Les Sims 2 : La Vie en Appartement et Les Sims 3 : Accès VIP.

## Développement
- Nouvelles options de jeu et interactions : festivals, stands de nourriture, karaoké, , toilettes parlantes, terrain de basket, estrade, console de jeux, galeries et appartements
- Festivals : Marché aux Puces, d'épices, de romance, d'humour, de danse et de jeux-vidéo
- Nouvelles compétences :
- Nouveaux quartiers : marché aux épices, quartier des arts, quartier de la mode
- Nouveaux objets de collection : affiches, boules à neige
- Nouvelles carrières : politicien, influenceur et critique

## Musique
Ce pack d'extension comporte des chansons réenregistrées en Simlish, la langue des Sims :
- Stop Desire de l'album Love You to Death de Tegan & Sara

## Réception
Les Sims 4 : Vie Citadine a reçu une note de 78 sur 100 sur Metacritic, basée sur 13 avis.